# 447 (số)
447 (bốn trăm bốn mươi bảy) là một số tự nhiên ngay sau 446 và ngay trước 448.